# “V” Is for Viagra. The Remixes
“V” Is for Viagra. The Remixes es un álbum de remixes de Puscifer, banda liderada por Maynard James Keenan, cantante también de las bandas Tool y A Perfect Circle.

## Lanzamiento
El álbum fue lanzado a la venta el 29 de abril de 2008. Consiste de trece canciones, de las cuales diez pistas remixadas pertenecen al CD “V” Is for Vagina, mientras que otras dos son del sencillo Cuntry Boner.

### Bandas Sonoras
Las pistas "Indigo Children (JLE Dub Mix)" y "Momma Sed (Tandemonium Mix)" fueron incluidas en la banda sonora del videojuego Need for Speed: Undercover, lanzado al mercado el 18 de noviembre de 2008.
Otra de las pistas de este álbum que formó parte de una banda sonora fue "Lighten Up, Francis (JLE Dub Mix)", apareciendo en la película Underworld: Rise of the Lycans.
“V” Is for Viagra. The Remixes lleva vendidas más de 23.000 copias.

## Lista de canciones
| CD  |                                                                                                |          |  |
| N.º | Título                                                                                         | Duración |  |
| 1.  | «Indigo Children (JLE Dub Mix)» (M. Keenan, Telefon Tel Aviv)                                  | 5:22     |  |
| 2.  | «Trekka (Desert Porn Mix)» (M. Keenan, B. Lustmord)                                            | 6:39     |  |
| 3.  | «Momma Sed (Tandimonium Mix)» (M. Keenan, Dave "Rave" Ogilvie)                                 | 4:42     |  |
| 4.  | «Sour Grapes (Late for Dinner Mix)» (M. Keenan, Danny Lohner)                                  | 4:07     |  |
| 5.  | «Cuntry Boner (Dirty Robot Mix)» (M. Keenan, A Perfect Circle, Mat Mitchell, Troy Van Leeuwen) | 3:58     |  |
| 6.  | «Drunk With Power (Hungover and Hostile in Hannover Mix)» (M. Keenan, Joey Jordison)           | 6:22     |  |
| 7.  | «Vagina Mine (Deflowering Mix» (M. Keenan, Paul Barker)                                        | 5:11     |  |
| 8.  | «Trekka (The Great Unwashed Mix)» (M. Keenan, Aaron Turner)                                    | 7:21     |  |
| 9.  | «Queen B. (Glitched and Bent Mix)» (M. Keenan, Richard Devine)                                 | 5:05     |  |
| 10. | «DoZo (Guns for Hire Mix)» (M. Keenan, Lustmord)                                               | 5:01     |  |
| 11. | «Queen B. (Narcovice Mix Radio Edit)» (M. Keenan, Michael Patterson)                           | 3:08     |  |
| 12. | «PSA, LOL!!» (M. Keenan)                                                                       | 0:22     |  |
| 13. | «Cuntry Boner (Disco Viagra Mix)» (M. Keenan, 8mm)                                             | 3:51     |  |

| Edición de iTunes |                                                    |          |  |
| N.º               | Título                                             | Duración |  |
| 1.                | «PSA, LOL! (Lustmord's Mix)» (M. Keenan, Lustmord) | 0:27     |  |